# Kluyveromyces marxianus
Kluyveromyces marxianus (E.C. Hansen) Van der Walt – gatunek grzybów zaliczany do drożdży. Popularnie nazywane są drożdżami kruchymi lub drożdżami kefirowymi. Razem z niektórymi bakteriami (Lactobacterium caucasicum) tworzą tzw. ziarna kefirowe wykorzystywane w procesie produkcji kefiru.

## Systematyka i nazewnictwo
Pozycja w klasyfikacji według Index Fungorum: Kluyveromyces, Saccharomycetaceae, Saccharomycetales, Saccharomycetidae, Saccharomycetes, Saccharomycotina, Ascomycota, Fungi.
Species Fungorum wymienia około 90 synonimów nazwy łacińskiej tego gatunku. Niektóre z nich:
- Blastodendrion procerum Zach, in Wolfram & Zach 1934
- Candida kefyr (Beij.) Uden & H.R. Buckley ex S.A. Mey. & Ahearn, in Lodder 1983
- Dekkeromyces bulgaricus (Santa María) Kock.-Krat. 1982
- Dekkeromyces cicerisporus (Van der Walt, E.E. Nel & Kerken) Kock.-Krat. 1982
- Zygofabospora marxiana (E.C. Hansen) Kudryavtsev 1960
- Zygorenospora fragilis (A. Jörg.) Krassiln. 1954

## Morfologia i rozwój
Komórki drożdży hodowane na agarze Yeast-Mold (YM) Wickerhama są kuliste, elipsoidalne lub cylindryczne, o wymiarach 2–6 × 3–11 µm. W bulionie z ekstraktem glukozowo-drożdżowym K. marxianus rośnie, tworząc pierścień złożony z osadu, może też powstać cienka błonka. W hodowli na podłożu Dalmau, zawierającym agar kukurydziany i Polisorbat 80, K. marxianus tworzy formę drożdżową lub rozgałęzioną grzybnię strzępkową z niewielką liczbą blastospor. K. marxianus jest termotolerancyjny i wykazuje dużą szybkość wzrostu w temperaturze 40 °C.
Askospory powstają wskutek koniugacji komórek haploidalnych poprzedzającej utworzenie worków. Worki mogą powstawać również bezpośrednio z komórek diploidalnych. Każdy worek zawiera 1–4 askospory. Pierwotnie uważano, że K. marxianus jest haploidem, ale ostatnie badania wykazały, że wiele szczepów wykorzystywanych w badaniach i przemyśle jest diploidalnych. K. marxianus może istnieć w formie wegetatywnej zarówno jako haploid, jak i diploid.

## Zastosowania
- Drożdże K. marxianus są używane jako drożdże spożywcze i stanowią dodatek do wielu produktów spożywczych[8].
- Drożdże te metabolizują składniki mleka (laktozę, białka i tłuszcz), dzięki czemu odgrywają ważną rolę w procesie dojrzewania serów i fermentowanych produktów mlecznych, takich jak kefir, ponieważ przyczyniają się do dojrzewania i tworzenia aromatu. W produktach tych pojawiają się w wyniku samoistnego zanieczyszczenia i mogą się w nich rozwijać, gdyż tolerują niskie pH, małą aktywność wody, podwyższone stężenie soli i niskie temperatury przechowywania. Nadają produktom posmak kwaśny, cydrowy, alkoholowy, fermentowany i owocowy. Wzrost tych drożdży na powierzchni sera pleśniowego przyczynia się do otwartej struktury sera. Produkcja dwutlenku węgla w wyniku fermentacji laktozy powoduje powstawanie małych dziur w skrzepie serowym, co pomaga we wzroście tlenowego. Penicillium podczas procesu dojrzewania. Po pierwszych dniach dojrzewania sera drożdże Kluyveromyces znikają z powierzchni, ale w dużych ilościach pojawiają się we wnętrzu sera. Zdolność Kluyveromyces spp. do fermentacji laktozy sprzyja ich wzrostowi we wnętrzu serów, gdzie inne dominujące drożdże, takie jak Debaryomyces hansenii i Yarrowia lipolytica, są rzadkie[8].
- K. marxianus ze względu na zdolność do przyswajania laktozy w serwatce serowej, jest używany do jej rozkładu. Szczep K. marxianus CBS 6556 nie wykazuje efektu Crabtree, co pozwala uniknąć wytwarzania etanolu[8].
- Dzięki zdolności rozkładania inuliny i innych cukrów, takich jak glukoza, fruktoza i sacharoza jest używany do rozkładu melasy będącej ubocznym produktem przy produkcji cukru[8].
- Ponieważ może rosnąć w temperaturach sięgających 45 °C, wykorzystuje się go do produkcji biomasy na obszarach tropikalnych[8].
- Dzięki zdolności konwersji laktozy do etanolu jest używany jako prekursor do produkcji biopaliwa[9].
- Jest wykorzystywany do produkcji enzymów przemysłowych: inuliny, β-D-galaktozydazy i pektynazy[7]
- Ze względu na tolerancję cieplną K. marxianus możliwe są fermentacje w wysokiej temperaturze, co zmniejsza koszty zwykle ponoszone na chłodzenie, a także ryzyko zanieczyszczenia innymi grzybami lub bakteriami. Ponadto fermentacje w wyższych temperaturach zachodzą szybciej, dzięki czemu produkcja jest znacznie wydajniejsza[6]